# Kino Gdynia w Łodzi
Kino Gdynia – kino przy ul. Tuwima 4 (dawniej ul. Przejazd) w Łodzi. Początkowo kino nazywało się „Odeon”. Przed II wojną światową kino kilkukrotnie zmieniało nazwę, m.in. „Gdynia” (1929), „Metro” (1938). Do nazwy „Gdynia” powrócono po wojnie. Kino funkcjonowało do końca lat 90. XX wieku. Po likwidacji kina w budynku mieścił się salon tapet i wykładzin.

## Historia
Budynek kina powstał w 1908, zajmując podwórko Magazynu Konfekcyjnego Emila Smechela. Widownia mieściła 450 miejsc. Wnętrza były bogato zdobione z kryształowymi żyrandolami i ozdobnymi plafonami. Ściany wyłożone były ciemną boazerią i ciemnowiśniowymi kotarami. Korkowa posadzka przykryta byłą puszystymi chodnikami. Na pierwszym piętrze znajdowały się obite pluszem loże. Pod ekranem ustawiono fortepian. Budynek wyposażony był w wentylację i gazowe ogrzewanie.

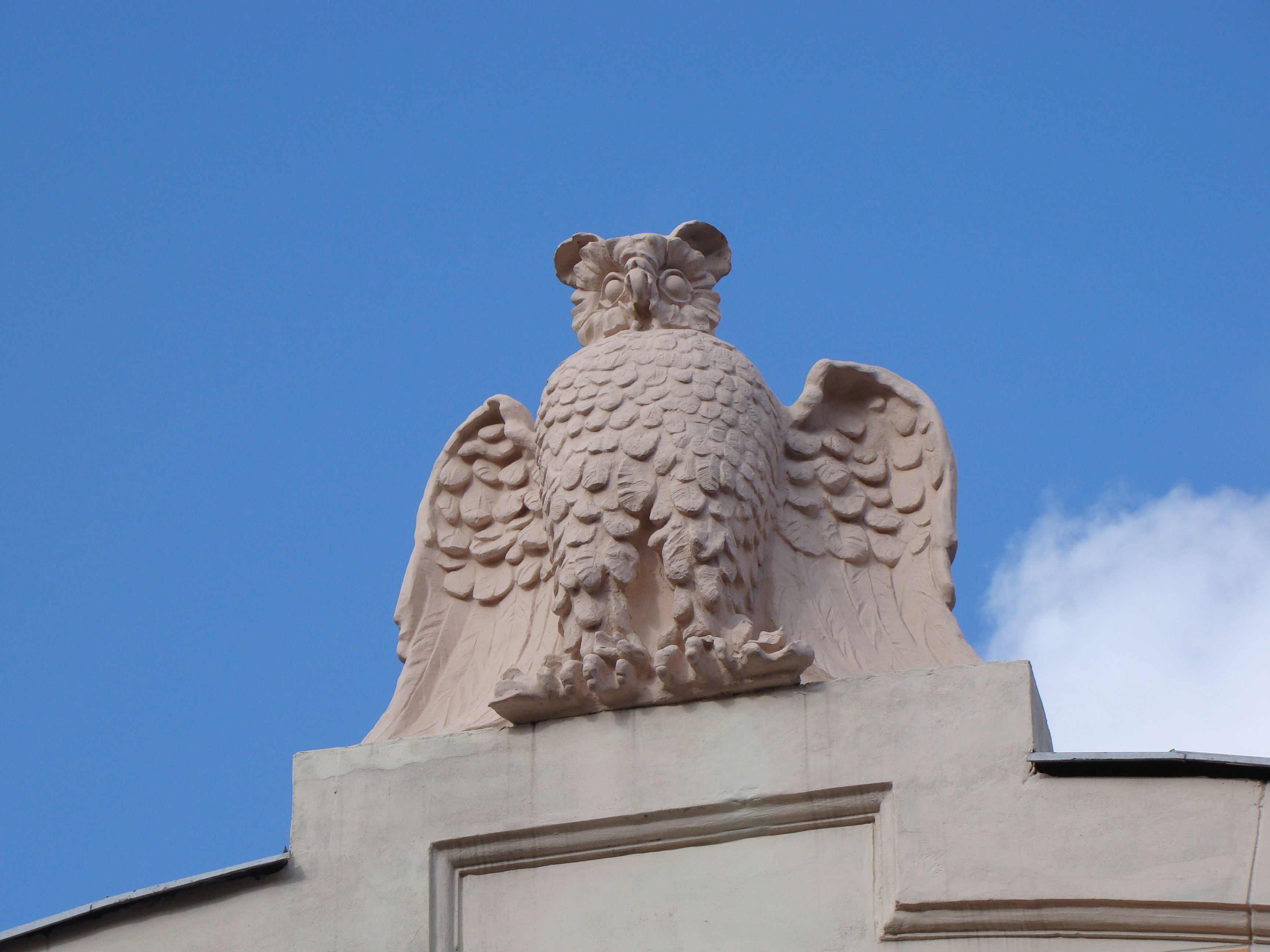

Charakterystycznym elementem dekoracyjnym elewacji była sowa. W czasach działalności kina, po zmroku, świeciły się jej oczy. W 2007 sowa została wpisana do europejskiej „Księgi nocy” o stworach i potworach (Monster Book). Książka przeznaczona jest dla dzieci i prezentowane są w niej detale architektury secesyjnej z całej Europy.